# Kielbukten

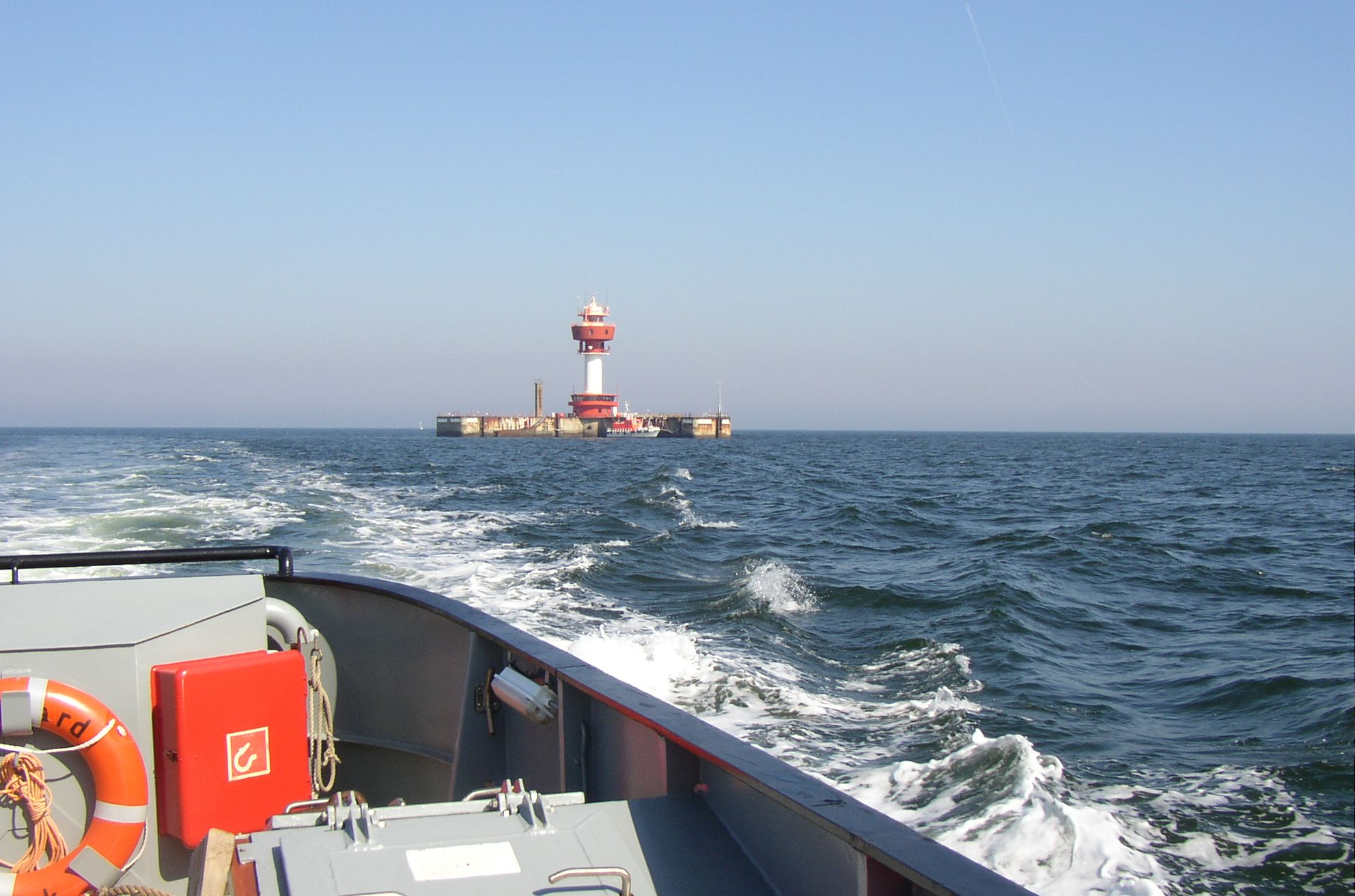
Fyrtornet "Kiel" i centrala Kielbukten.

Kielbukten eller Kielviken (tyska: Kieler Bucht, danska: Kiel Bugt) är en havsvik av södra Östersjön utanför Schleswig-Holstein i norra Tyskland.
Kielbukten begränsas i syd och väst av tyska fastlandet Schleswig-Holstein, i norr av de danska öarna Als, Ærø och Langeland och sydost av tyska ön Fehmarn. Från Kielbukten sträcker sig några fjordar in i tyska fastlandet, från norr till söder: Flensburgfjorden (Flensburger Förde),  Slien (Schlei), Eckernfördefjorden (Eckernförder Bucht) och Kielfjorden (Kieler Förde). Sedan 1967 står fyrtornet Kiel i centrala Kielbukten. Fyrtornet ersatte ett tidigare fyrskepp.
År 1644 stod sjöslaget vid Kolberger Heide mellan Sverige och Danmark. Inget avgörande hade kom till stånd av striderna. Den danska flottan lyckades dock genom de efterföljande manövrerna spärra in den svenska flottan i Kielfjorden. Inspärrningen varade en hel månad, men den 1 augusti lyckades svenskarna, under amiral Carl Gustaf Wrangel, smita ut i Östersjön. Den danske amiralen Peder Galt fick bära skulden till detta och blev dömd till döden. Det danska riksrådet lät dock benåda honom, men kungen ville inte låta honom slippa undan och han blev därför avrättad.